# دهستان پیراکوه

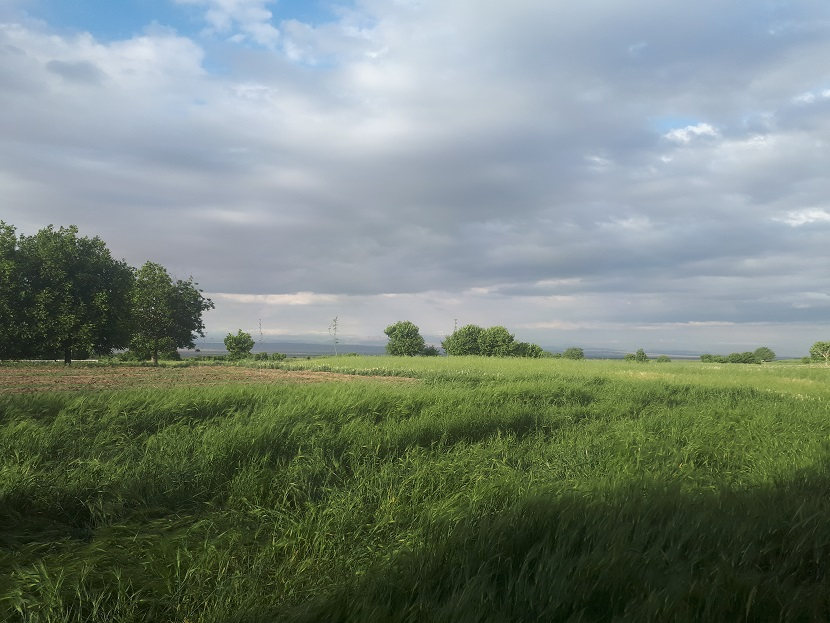
طبیعت بهاری برغمد

پیراکوه، یکی از دهستان های غرب استان خراسان رضوی است که در بخش مرکزی شهرستان جوین واقع شده است. مرکز این دهستان روستای برغمد است. اکثر مردم این دهستان به زبان فارسی خراسانی با گویش سبزواری  صحبت می کنند.  این دهستان قطب صنعتی دشت جوین و غرب خراسان رضوی است. در حوزه استحفاظی این دهستان مراکز صنعتی مهمی نظیر شهرک صنعتی جوین، جمکو، کارخانجات صنایع (همچون کشت و صنعت پیراکوه) و چندین کارگاه صنعتی و تجاری دیگر استقرار یافته است.

## جاذبه‌های گردشگری
- مسابقات کشوری کشتی باچوخه در گود بنی هاشم روستای برغمد
- سد یام سبزوار در نزدیکی روستای جزندر؛
- آبشار و غار بید سبزوار در نزدیکی روستای بید
- امامزاده سید احمد در روستای گردشگری بیدخور
- آبشار طبیعی رودخانه روستای ارگ نوجوی
- سد روستای جلمبادان[۳]

## جمعیت
جمعیت این دهستان بر اساس سرشماری سال ۱۳۸۵، (۱٬۷۳۲ خانوار) برابر با ۵٬۳۷۷ نفر بوده‌است. جمعیت این دهستان در سال ۱۳۹۰ به ۶۸۹۳ نفر رسیده‌است.